# Power Stone
Power Stone (パワーストーン?, Pawā Sutōn) è un videogioco arcade picchiaduro 3D creato da Capcom. Power Stone uscì nelle sale giochi sulla scheda Sega NAOMI e fu convertito successivamente per il Sega Dreamcast. Il videogioco ebbe un seguito, Power Stone 2, e ne fu tratta anche una serie animata, Power Stone. Nel febbraio 2006, Capcom ha prodotto una conversione della versione Dreamcast per PlayStation Portable con alcune migliorie. Il Power Stone originale include ad esempio i quattro nuovi personaggi di Power Stone 2. Power Stone Collection è uscito per la PlayStation Portable con le versioni per Dreamcast di entrambi i giochi su un unico UMD nel 2006.

## Modalità di gioco
Lo scopo del gioco è quello di battere gli altri avversari, uno ad uno, in vari luoghi. Il combattimento è in vero 3D e include la possibilità di utilizzare attacchi speciali e di far uso di oggetti come tavoli, sedie, massi, bombe ed altri come armi. Durante la battaglia, le "Power Stones", rappresentate da gemme di colori differenti appariranno nell'arena. Se un personaggio colleziona tre Power Stones, si trasformerà in una versione più potente di se stesso e potrà quindi sferrare attacchi speciali. Ogni match continua fino a che la barra vitale di uno dei due personaggi si esaurisce.

## Personaggi
Power Stone permette di scegliere tra 10 personaggi:
| Personaggio                                             | Doppiatore       |
| ------------------------------------------------------- | ---------------- |
| Edward Falcon (Edward Fokker nella versione giapponese) | Ryō Horikawa     |
| Rouge                                                   | Sakiko Tamagawa  |
| Wang-Tang                                               | Sayaka Aida      |
| Ryoma                                                   | Atsushi Tanaka   |
| Ayame                                                   | Hikari Tachibana |
| Gunrock                                                 | Yōsuke Akimoto   |
| Jack                                                    | Wataru Takagi    |
| Galuda (Garuda nella versione giapponese)               | Jūrōta Kosugi    |
| Kraken (sbloccabile)                                    | Takeshi Aono     |
| Valgas (sbloccabile)                                    | Masashi Sugawara |
| Final Valgas (sbloccabile)                              | (non doppiato)   |

## Luoghi
Le località dove si svolgono gli incontri sono basate su luoghi realmente esistenti:
- Londo: Londra
- Mahdad: Baghdad
- Oedo: Edo (vecchio nome di Tokyo)
- Manches: Manchester
- Mutsu: Mutsu

## Anime e manga
Dal videogioco è stato tratto un adattamento anime prodotto dallo studio Pierrot, trasmesso in Giappone su TBS dal 3 aprile al 25 settembre 1999. In Italia è andato in onda per la prima volta su Italia Teen Television dal 9 febbraio al 5 marzo 2004 ed in seguito anche in chiaro su Italia 1 dal 21 giugno dello stesso anno.
Inoltre esiste un manga kodomo di Kōji Izuki che narra la storia di Power Stone, seppur in maniera differente rispetto alla controparte animata, fu serializzato dall'aprile al settembre 1999 sulla rivista Comic Bom Bom edita da Kōdansha per un totale di sei capitoli, raccolti successivamente in un volume tankōbon il 3 settembre dello stesso anno, è inedito in Italia.